# Horndon on the Hill
Horndon on the Hill är en by i distriktet Thurrock, i grevskapet Essex, i England. Orten har 1 612 invånare (2001). Horndon on the Hill var en civil parish fram till 1936 när blev den en del av Thurrock. Civil parish hade 1 052 invånare år 1931. Byn nämndes i Domedagsboken (Domesday Book) år 1086, och kallades då Hornindune.